# Begonia violifolia
Espèce
Begonia violifolia est une espèce de plantes de la famille des Begoniaceae.
L'espèce fait partie de la section Weilbachia.
Elle a été décrite en 1859 par Alphonse Pyrame de Candolle (1806-1893).

## Répartition géographique
Cette espèce est originaire du pays suivant : Mexique.